# Pasawioops mayi
Il pasawioope (Pasawioops mayi) è un anfibio estinto, appartenente ai temnospondili. Visse nel Permiano inferiore (circa 275 milioni di anni fa) e i suoi resti fossili sono stati ritrovati in Nordamerica (Oklahoma).

## Descrizione
Questo animale era di piccole dimensioni e, come molti animali simili, era dotato di una grossa testa. Il cranio di Pasawioops era piuttosto allungato e dotato di un osso tabulare ingrandito, così come il postparietale. I denti di questo animale erano a cuspide singola e ricurvi all'indietro. Al contrario di altre forme simili come Gerobatrachus, i denti non erano pedicellati (stretti alla base). Pasawioops è stato descritto sulla base di due crani fossili, uno completo di piccole dimensioni, l'altro conservante solo la parte posteriore e grande quasi il doppio del primo.

## Classificazione
Pasawioops venne descritto per la prima volta nel 2008, sulla base di fossili ritrovati nella contea di Comanche in Oklahoma, nella zona nota come Richards Spurs. Pasawioops fa parte degli anfibamidi, un gruppo di anfibi di piccole dimensioni spesso considerati vicini all'origine degli anfibi attuali. Pasawioops, in particolare, sembrerebbe essere stato uno stretto parente di Micropholis, il più recente anfibamide noto. Questi due animali, insieme a Rubeostratilia e Tersomius, formano un clade distinto da altri anfibamidi come Amphibamus, Doleserpeton ed Eoscopus; secondo Shcoch (2019), questo clade sarebbe una famiglia a sé stante (Micropholidae).